# آتشفشان پوگرانیچنی
آتشفشان پوگرانیچنی (انگلیسی: Pogranichny Volcano) یک کوه آتشفشانی در شبه‌جزیره کامچاتکای کشور روسیه است.